# Дзуане Піццигано
Дзуане або Джованні Піццигано (італ. Zuane Pizzigano) — венеційський картограф. Про його особу нічого не відомо, хоча є припущення, що він може бути родичем одного з братів Піццигано — Домініко і Франческо Піццигано які працювали в 1360-і рр. і є авторами знаменитого портолану 1367 року.

## Портолан 1424 року
Карта Дзуане Піццигано є портоланом північної частини Атлантики розміром 57×90 см, датованим 1424 роком. Вона була виявлена у 1946 році в архіві англійського бібліофіла Томаса Філіпса (1792—1872), і зберігається у бібліотеці Джеймса Форда Белла у Міннеаполісі.

## Нові географічні відкриття
На карту Піццигано нанесено деякі географічні об'єкти, невідомі попереднім картографам. Це острови Мадейра, офіційно відкриті португальцями лише в 1418-20 рр. Острова точно позначені їх назвами — madera (Мадейра), portosanto (Порту-Санто), dexrexta (Дезерташ) and saluazes (Острови Селваженш), що свідчить про те, що інформація про морські відкриття поширювалась швидко сере мореходних націй і їх картографів.

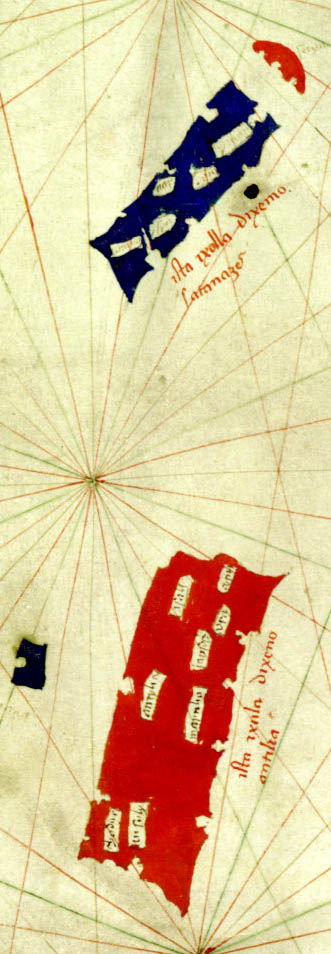
Міфічна група острівів Антиія, на карті Піццигано, 1424

Ще біль цікавим є зображення Азорських островів, офіційно відкриті тими ж португальцями лише у 1427-31 рр., тобто через декілька років після створення карти. Мабуть, Піццигано спирався на якісь джерела, що не дійшли до нашого часу, або на ті відомі портолани, на яких зображення Азорських островів були присутніми ще в XIV столітті.

## Уявні острови
На захід від Азорських островів на карту нанесені два великих і два менші прямокутники — міфічні Антильські острови, де португальська традиція поміщала сім заморських міст. Після Піццигано ці острови зображалися на багатьох відомих картах XV століття аж до знаменитого глобуса «Земне яблуко» Мартіна Бегайма.
На карту на захід від Ірландії нанесений також легендарний острів Бразил, зображення якого було і на деяких більш ранніх картах.

## Сучасні інтерпретації
Гевін Мензіс використовує карту Дзуане Піццигано як вихідну точку для своєї теорії відкриття Америки Китаєм, хоча всі імена в документі написані португальською мовою.